# Jacques Selosse
Жак Селос (фр. Jacques Selosse) — производитель шампанского, базирующийся в коммуне Avize региона Шампань. Дом был оценен как один из пяти лучших производителей шампанского Эндрю Джеффордом в Новой Франции.

## История
Поместье было основано Жаком Селосом и его семьей в 1950-х, первая бутылка была разлита в 1960 году. В настоящее время поместьем владеет Анселм Селос, который вступил во владение состоянием своего отца Жака в 1980 году. Анселм учился в Lycée viticole de Beaune и был одним из первых виноделов, которые применяют винодельческие методы белой Бургундии к шампанскому. В 1994 году Гальт Милло назвал Анселма лучшим французским виноделом.

## Производство
Жак Селос — производитель шампанского, что означает, что виноград используемый для производства вина, выращен на виноградниках принадлежащих винному заводу, вместо того, чтобы быть купленным у других производителей. Все производство построено согласно биодинамическим принципам, Анселма Селоса считают пионером биодинамики в шампанском. В отличие от большинства производителей шампанского, которые используют баки из нержавеющей стали, вина Селоса проходят ферментацию в дубовых бочках.
Два вина из каталога Селоса, Substance и Contraste, произведены используя систему Солера, тот же процесс применяется в производстве Шерри.
Во владениях Селоса находятся 37 акров (15 га) виноградных лоз, преимущественно Шардоне, частично Пино Нуар. Приблизительно 55 000 бутылок производится каждый год.

## Партнерство
Анселм Селос сотрудничал с виноделом Риккардо Котарелья в производстве игристого вина  Feudi di San Gregorio в южной итальянском регионе Campania. Вместо традиционного винограда, используемого в шампанском, эти вина сделаны из местного итальянского винограда, такого как Greco, Falanghina и Aglianico.